# Station Klarenbeek
Station Klarenbeek is een station in het Gelderse dorp Klarenbeek, aan de Oosterspoorweg tussen Apeldoorn en Zutphen. Het ligt ongeveer 1 km buiten de dorpskern van Klarenbeek.
Het station kreeg bestaansrecht doordat de familie Krepel (houthandel/houtbewerking) in Klarenbeek hout per spoor wilde vervoeren. Er werd een paardenspoorweg van ca. 1,5 km aangelegd tussen het spoor en de houtzagerij. De halte werd geopend op 1 juni 1882. Van 1959 tot 1976 had het een stationsgebouwtje van het standaardtype Velsen-Zeeweg.
De aftakking naar de houtfabriek bestaat niet meer. Het station bestaat voornamelijk omdat er op deze plek treinen moeten stoppen, omdat het baanvak Apeldoorn – Zutphen enkelsporig is en Klarenbeek het enige kruisingsstation is waar de treinen elkaar kunnen passeren.
De perrons van Klarenbeek liggen in bajonetligging. Dat wil zeggen dat de perrons niet recht, maar schuin tegenover elkaar liggen, aan weerszijden van de overweg.

## Gebruik
- Forensen uit dorpen in de omgeving maken gebruik van het station. Er is parkeergelegenheid en een aansluiting op het hoofdspoornet in Apeldoorn of Zutphen in de belangrijkste spitsrichting.
- Het station is beginpunt voor diverse wandelroutes door de IJsselvallei.

## Treinverbindingen
De volgende treinserie halteert op dit station:
| Serie       | Treinsoort         | Route                            | Bijzonderheden |
| ----------- | ------------------ | -------------------------------- | -------------- |
| 17800 RS 30 | Stoptrein (Arriva) | Zutphen – Klarenbeek – Apeldoorn |                |

## Afbeeldingen

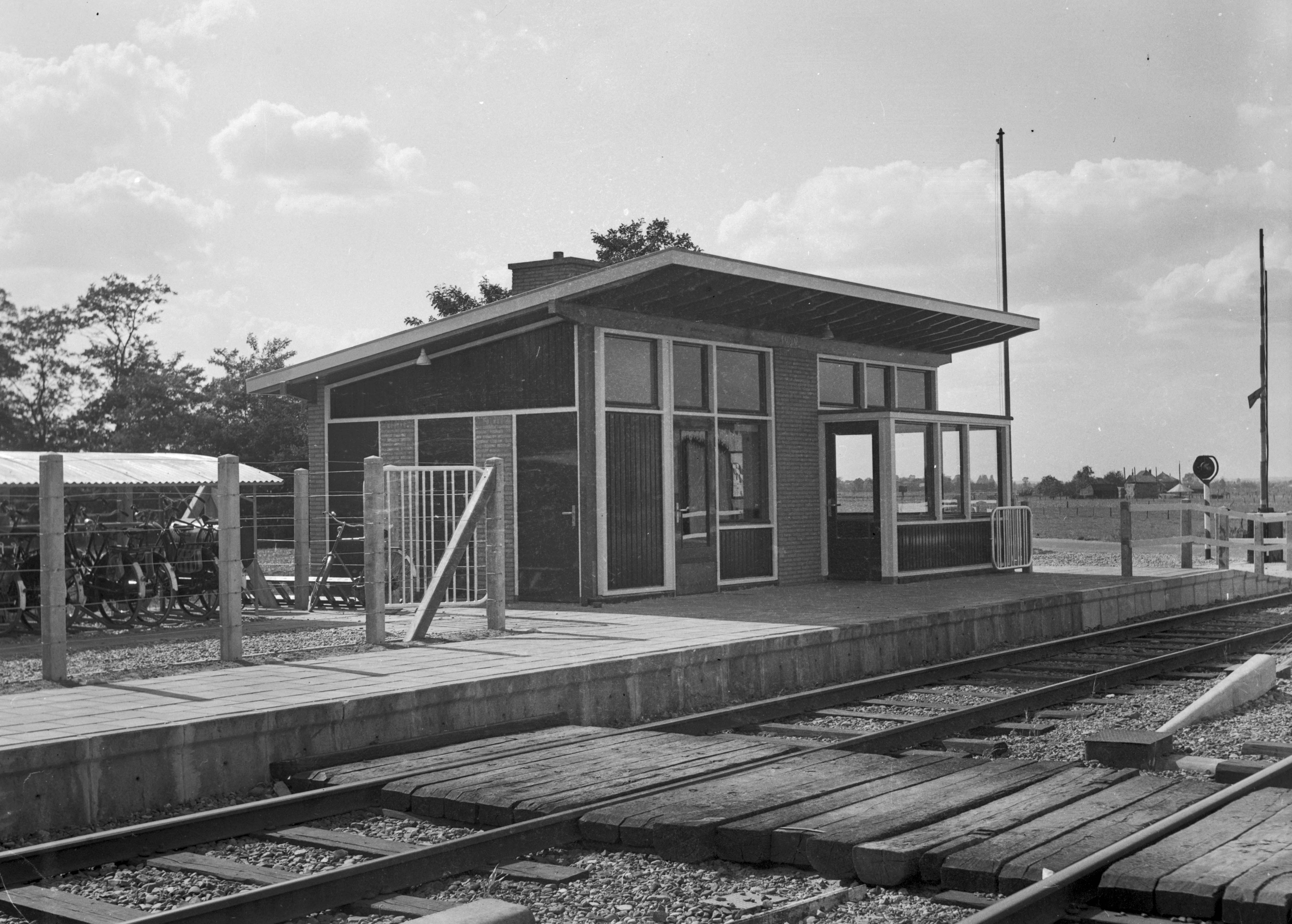
Het station in 1959
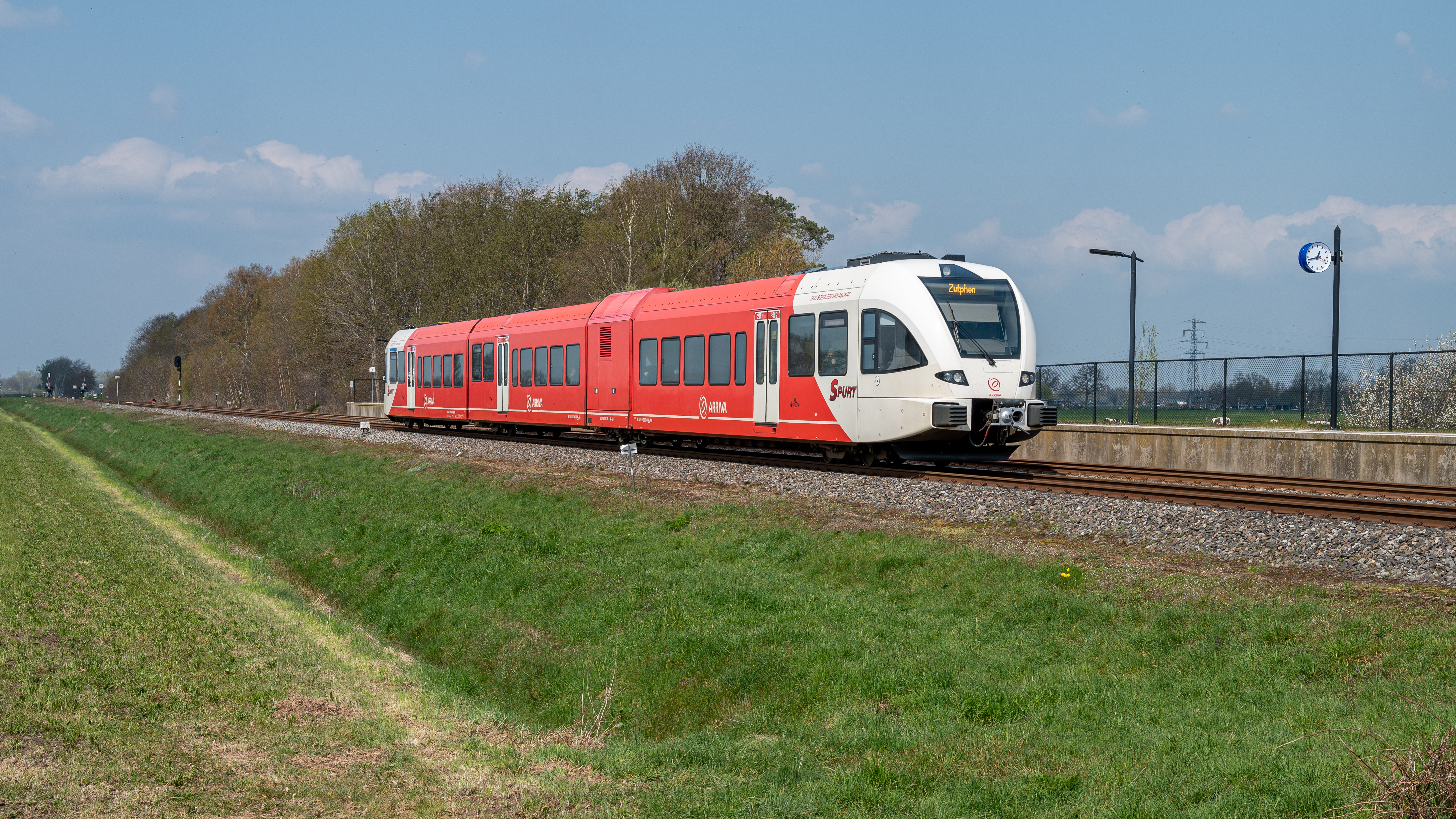
Arriva GTW op het station
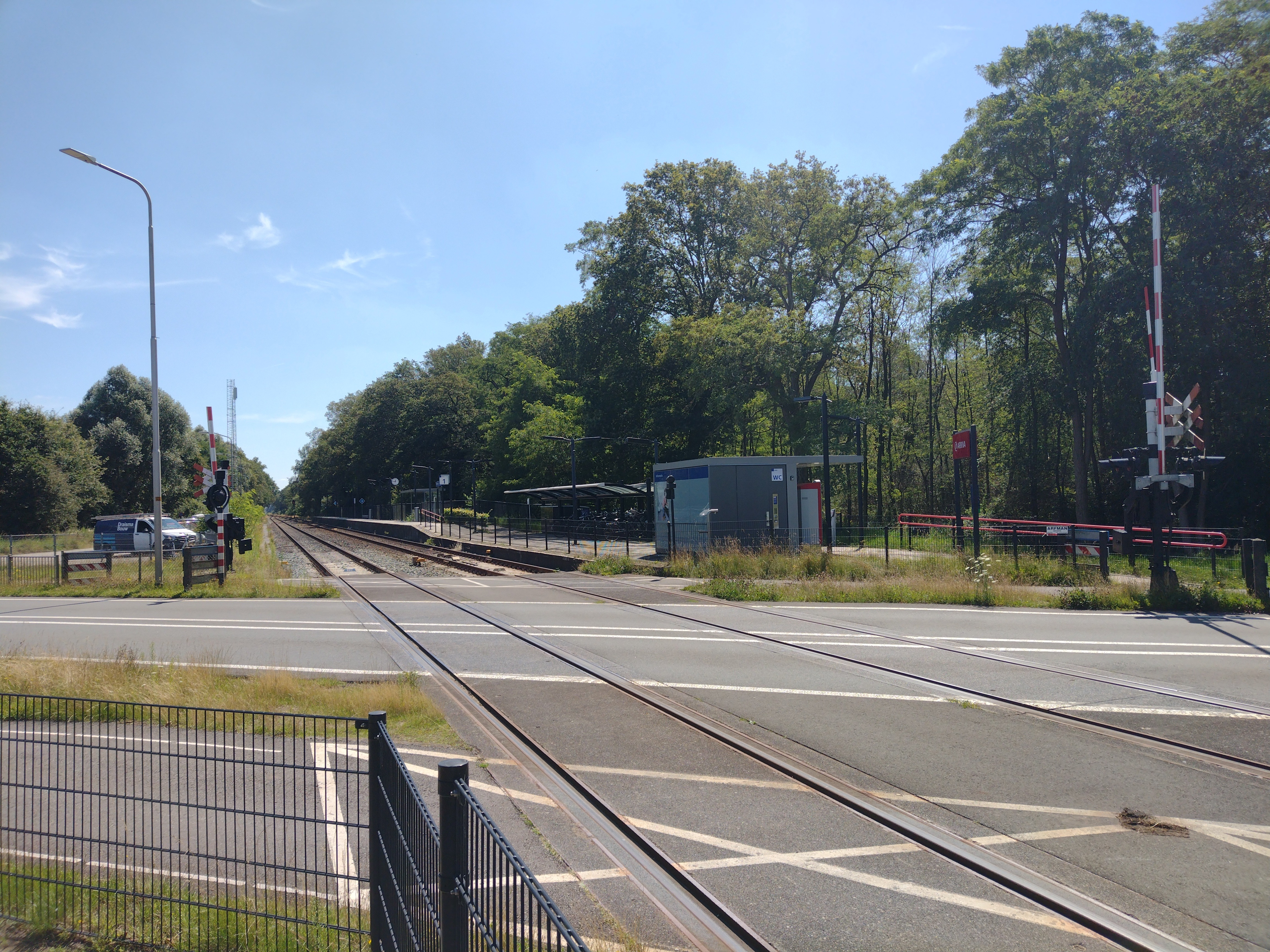
Het station in 2024

0: Amsterdam Centraal ·
1: Oosterdok ·
2: Kattenburgerbrug ·
3: Sint Anthoniedijk ·
4: Amsterdam Muiderpoort ·
5: Amsterdam Science Park ·
7: Diemen (Diemerbrug) ·
8: Overweg langs de Diemen ·
13: Weesp ·
18: Keverdijksche Weg ·
22: Naarden-Bussum ·
23: Heerenstraat ·
24: Bussum Zuid ·
24: Grintweg Bussum - Hilversum ·
26: Kraailooschenweg ·
27: Hilversum Media Park ·
28: Hilversum ·
32: Zwarte Weg ·
36: Baarn ·
40: Groote Melmweg ·
45: Amersfoort Centraal ·
51: Hoevelaken ·
55: Terschuur ·
61: Barneveld-Voorthuizen ·
68: Stroe ·
75: Kootwijk ·
78: Assel ·
88: Apeldoorn ·
91: Apeldoorn De Maten ·
97: Klarenbeek ·
101: Voorst-Empe ·
104: Hoven ·
106: Zutphen
Huidige stations:
Aalten ·
Apeldoorn · 
-De Maten · 
-Osseveld ·
Arnhem:
-Centraal · 
-Presikhaaf · 
-Velperpoort · 
-Zuid ·
Barneveld:
-Centrum · 
-Noord ·
-Zuid ·
Beesd ·
Brummen ·
Culemborg ·
Didam ·
Dieren ·
Doetinchem · 
-De Huet · 
Duiven ·
Ede:
-Centrum ·
-Wageningen ·
Elst ·
Ermelo ·
Gaanderen · 
Geldermalsen ·
't Harde ·
Harderwijk ·
Hemmen-Dodewaard ·
Kesteren ·
Klarenbeek ·
Lichtenvoorde-Groenlo ·
Lochem ·
Lunteren ·
Nijkerk ·
Nijmegen · 
-Dukenburg · 
-Goffert · 
-Heyendaal · 
-Lent ·
Nunspeet · 
Oosterbeek ·
Opheusden ·
Putten ·
Rheden ·
Ruurlo ·
Terborg ·
Tiel · 
-Passewaaij ·
Twello · 
Varsseveld · 
Veenendaal-De Klomp · 
Velp · 
Voorst-Empe · 
Vorden · 
Wehl ·
Westervoort · 
Wezep · 
Wijchen ·
Winterswijk · 
-West · 
Wolfheze · 
Zaltbommel · 
Zetten-Andelst · 
Zevenaar · 
Zutphen
Voormalige stations: lijst van voormalige spoorwegstations in Gelderland